# Chiococca
Genre
Classification phylogénétique
Le chiocoque ou Chiococca est un genre d'Angiospermes de la famille des Rubiaceae. Ce genre comprend plusieurs espèces originaires des régions néotropicales. L'espèce type de ce genre est Chiococca alba, qui pousse de la Floride au Paraguay et est cultivée comme plante ornementale.

## Nomenclature et systématique
Ce genre a été décrit scientifiquement pour la première fois par Patrick Browne en 1756 . Ce nom générique dérive des mots grecs chion, "neige" en français et kokkos, signifiant "noyau" ou "baie"[réf. nécessaire] .
Chiococca est un membre de la tribu des Chiococcea. Dans cette tribu, il est proche du genre Bikkia.

## Liste des espèces et variétés
Selon World Checklist of Selected Plant Families (WCSP) (7 janv. 2012) :
- Chiococca alba (L.) Hitchc. (1893)
- Chiococca anguifuga (Mart.)
- Chiococca auyantepuiensis Steyerm. (1972)
- Chiococca belizensis Lundell (1943)
- Chiococca caputensis Lorence & C.M.Taylor (1995)
- Chiococca coriacea M.Martens & Galeotti (1844)
- Chiococca cubensis Urb. (1923)
- Chiococca filipes Lundell (1942)
- Chiococca gracilis Borhidi (2007)
- Chiococca henricksonii M.C.Johnst. (1981)
- Chiococca lucens Standl. & Steyerm., Fieldiana (1953)
- Chiococca multipedunculata Steyerm. (1972)
- Chiococca naiguatensis Steyerm. (1971 publ. 1972)
- Chiococca nitida Benth. (1841)
  - variété Chiococca nitida var. amazonica Müll.Arg. (1881)
  - variété Chiococca nitida var. chimantensis Steyerm. (1972)
- Chiococca nitida f. cordata (Cowan) Steyerm. (1972)
  - variété Chiococca nitida var. nitida
- Chiococca oaxacana Standl., Publ. Field Mus. Nat. Hist. (1940)
- Chiococca pachyphylla Wernham (1913)
- Chiococca petensis Lundell (1972)
- Chiococca petrina Wiggins (1940)
- Chiococca phaenostemon Schltdl. (1835)
- Chiococca plowmanii Delprete (2005)
- Chiococca rubriflora Lundell (1972)
- Chiococca semipilosa Standl. & Steyerm., Publ. Field Mus. Nat. Hist. (1940)
- Chiococca sessilifolia Miranda (1951)
- Chiococca steyermarkii Standl., Publ. Field Mus. Nat. Hist. (1940)
- Chiococca stricta Correll (1977)